# 名古屋市公会堂
名古屋市公会堂（なごやしこうかいどう）は、愛知県名古屋市昭和区鶴舞一丁目1番3号にある施設。鶴舞公園内に位置している。ネーミングライツにより2024年4月より愛称が「岡谷鋼機名古屋公会堂」（おかやこうき なごやこうかいどう）となった。

## 概要
名古屋市公会堂条例に則って設置されている。管理運営は従来は名古屋市文化振興事業団が行っていたが、2010年（平成22年）4月1日付で愛知県舞台運営事業協同組合が指定管理者となった。2014年（平成26年）4月からはKNS（共立・名古屋共立・サンエイ）共同事業体が指定管理者となっている。
建物は歴史的建築物でもある。音楽関連のほか、舞踊、演劇、映画、講演会、式典等に利用されている。このほかボクシング等の試合会場としても利用されている。年末年始を中心とした時期に、LED照明を利用したライトアップが行われている。

## 歴史
昭和天皇御成婚を記念して名古屋市の事業として建設された。1927年（昭和2年）4月に起工。1930年（昭和5年）9月に完成し、同年10月に開館した。第二次世界大戦中は、高射第二師団司令部として利用され、公会堂としての機能は停止された。戦後はGHQに接収され、1956年（昭和31年）まで連合軍兵士専用劇場として使用された。
1989年（平成元年）11月には名古屋市都市景観重要建築物に指定された。
2020年（令和2年）8月17日には建物が国の登録有形文化財に登録された。

### 年表
- 1927年（昭和2年）4月2日 - 起工。
- 1930年（昭和5年）9月30日 - 完成。
- 1930年（昭和5年）10月10日 - 開館。
- 第二次世界大戦 - 高射第二師団司令部となる。
- 戦後〜1956年（昭和31年） - 連合軍兵士専用劇場となる。
- 1980年（昭和55年） - 市制90周年記念事業として大改修が行われる。
- 1989年（平成元年）11月 - 名古屋市都市景観重要建築物に指定される。
- 2010年（平成22年） - 第23回名古屋市都市景観賞（まちなみ部門）を受賞。
- 2020年（令和2年）8月17日 - 登録有形文化財に登録される。
- 2024年（令和6年）4月1日 - ネーミングライツにより、「岡谷鋼機名古屋公会堂」に変更。（2029年3月31日までの5年間の契約）[5]

## フロア構成
2017年（平成29年）4月1日から2019年（平成31年）3月31日まで、改修工事のため休館の予定であったが、同年3月22日に大規模改修が終了し、営業を再開。1階ロビー床に開館当時のモザイクタイルを再現。舞台奥行き1.8メートル拡張、デジタルサラウンドシステム導入。地下1階食堂跡に喫茶店営業。
| 4階     | 4階ホール・特別室・第7集会室                         |
| 3階     | 大ホール3階席・第4集会室・第5集会室・第6集会室・和室 |
| 2階     | 大ホール2階席・第1集会室・第2集会室・第3集会室       |
| 1階     | 大ホール1階席・控室・楽屋                            |
| 地下1階 | 喫茶室（コーヒールンバ - COFFEE Rumba - ）・楽屋     |

## アクセス
名古屋市営地下鉄鶴舞線 鶴舞駅4番出口、またはJR中央本線 鶴舞駅からいずれも徒歩で約2分で到達できる。または名古屋市営バス「鶴舞公園」停留所より徒歩で約3分。
自家用車は公会堂を取り囲んで整備された駐車場を利用できるが、収容台数が178台と限られ、普通車で30分ごと200円と高額になることから、公式サイトでは公共交通機関での利用を呼びかけている。

### WEB
1. 1 2 3 4 5 6 7  “名古屋市公会堂 - 施設案内”. KNS共同事業体 2014年4月1日閲覧。
2. 1 2 3 4  “交通アクセス”.   名古屋市公会堂. 2019年5月5日閲覧。
3. ↑  “名古屋市:都市景観重要建築物等指定物件”. 住宅都市局都市計画部都市景観室 (名古屋市). (2012年9月25日) 2013年3月15日閲覧。
4. ↑  http://www.nagoyashi-kokaido.hall-info.jp/oshirase_kyukan.html
5. 1 2 3 4 5  “フロアマップ”.   名古屋市公会堂. 2019年5月5日閲覧。

### 新聞
1. ↑  中日新聞朝刊:  p. 16. (2019年3月23日)

## 周辺施設
- 名古屋市鶴舞中央図書館
- 愛知県勤労会館 - 2010年（平成22年）3月31日をもって閉鎖。